# Тиран-малюк жовтощокий
Тиран-малюк жовтощокий (Zimmerius chrysops) — вид горобцеподібних птахів родини тиранових (Tyrannidae). Мешкає в Андах. Гірські і чокоанські тирани-малюки раніше вважалися конспецифічними з жовтощоким тираном-малюком, однак за результатами молекулярно-генетичного дослідження вони були визнані окремими видами.

## Опис

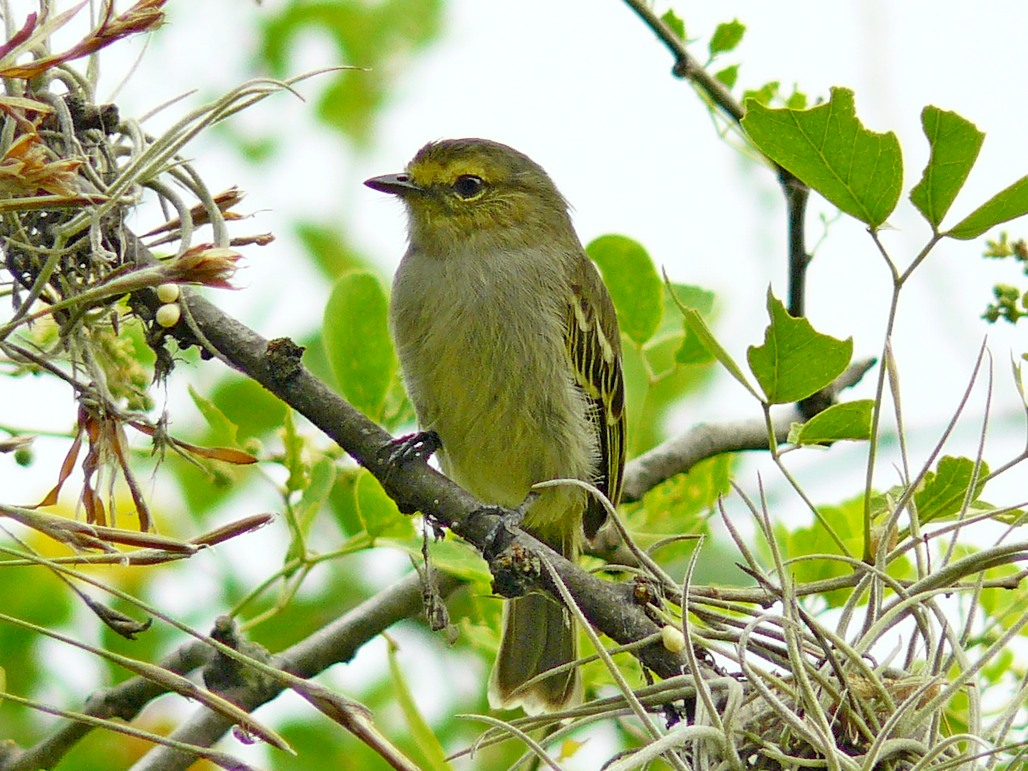
Жовтощокий тиран-малюк

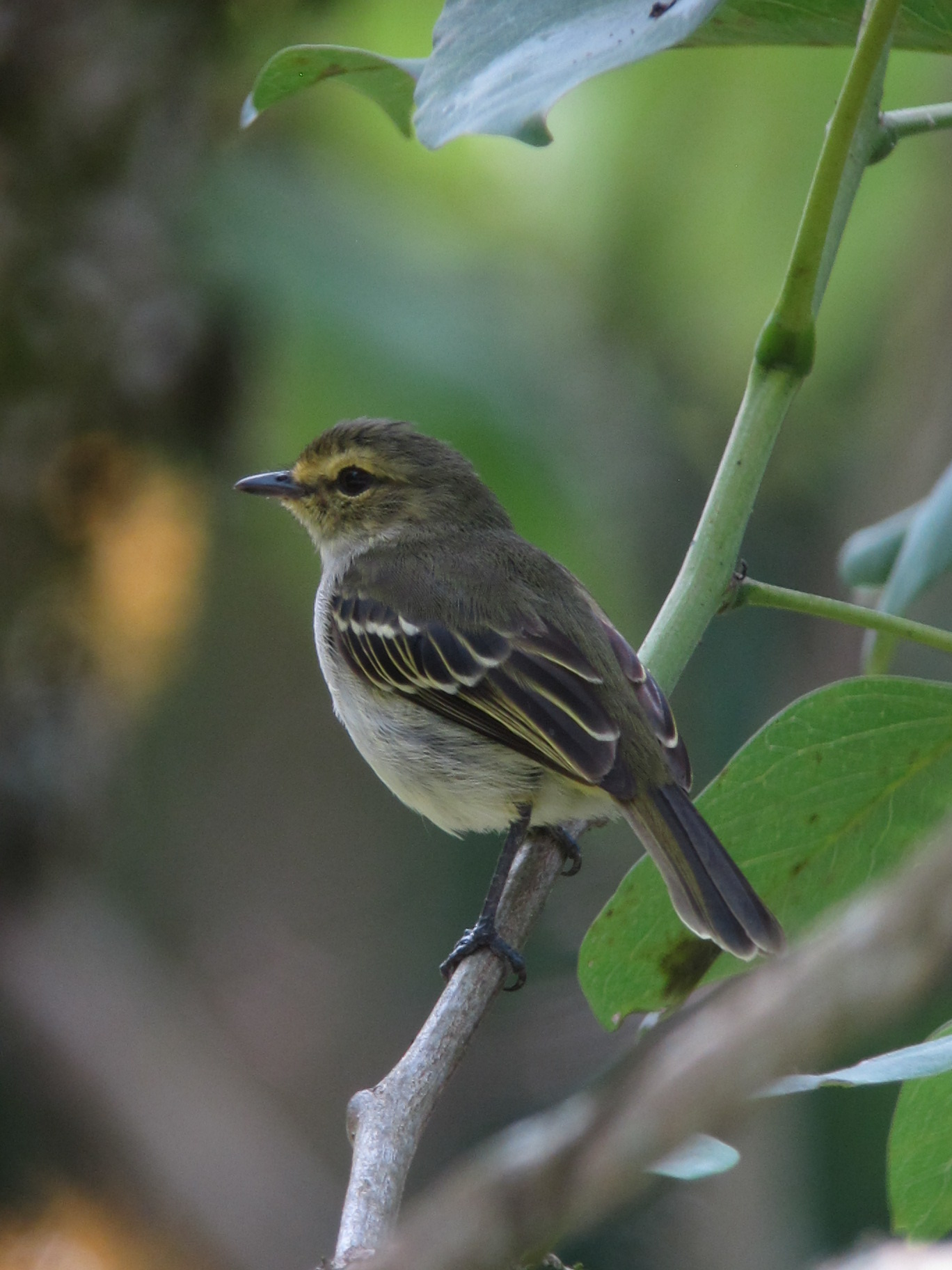
Жовтощокий тиран-малюк

Довжина птаха становить 10,5-11,5 см, вага 7,7-10,6 г. Верхня частина тіла оливково-зелена, крила і хвіст темні, пера на крилах мають золотисті края. Лоб і обличчя золотичто-жовтіЮ через очі проходять темні смуги. Нижня частина тіла білувата. Очі темні.

## Поширення і екологія
Жовтощокі тирани-малюки поширені на заході Венесуели (Кордильєра-де-Мерида) і в Андах на території Колумбії, Еквадору і північного Перу. Вони живуть у вологих гірських і рівнинних тропічних лісах, в садах і на плантаціях. Зустрічаються на висоті від 500 до 2700 м над рівнем моря.